# Beatriz García Vidagany
Beatriz García Vidagany (Valencia, España, 17 de noviembre de 1988) es una tenista española, ganadora de tres torneos de la ITF en categoría individual, y dos en dobles.
Su mejor resultado fue la victoria en 2010, torneo de Marbella, sobre la belga Kim Clijsters, exnúmero 1 de la lista WTA. No obstante su carrera, hasta 2013, está marcada por las lesiones en la rodilla izquierda, de la que ha sido operada tres veces. A 26 de junio de 2013, ocupaba la plaza 288 del ranking WTA.